# サリット・ハダッド
サリット・ハダッド (ヘブライ語: שרית חדד・英語: Sarit Hadad) は、イスラエル出身の歌手。

## 人物
イスラエルへ1976年に移住した一家の末女として、アフラで生まれる。母親はチュニジア系ユダヤ人。山岳ユダヤ系にみられる大家族の元で育つ。後にハデラへ転居。プロデビュー後は、テルアビブを中心に芸能活動を行う。

## 来歴
10代で音楽活動を開始。1992年にツェイレイ・ハデラ (若者向けの地域行政音楽振興団体)  に参加。1994年、ネタニヤで活動中に現在も専属の芸能マネージャーを務めるアヴィ・グエッタ  (ヘブライ語: אבי גואטה) に見出され、地中海音楽と民謡のレパートリーを中心に国内外で音楽活動を開始。後にアラブ系の楽曲やミズラヒ楽曲、ダンス音楽、現代歌謡にも取り組む。ダラブッカなどの打楽器や鍵盤ハーモニカ、ギターの演奏も行う。
2002年には、国内予選を経てユーロビジョン・ソング・コンテストに出場し、第12位に入賞。

## ディスコグラフィー

### アルバム
(CD媒体等に英語表記のある作品名はカッコ内に併記)
- ניצוץ החיים[10] (1995年)
- הופעה חיה בצרפת (1996年)
- הדרך שבחרת (1997年)
- שרה בערבית[11] (1997年)
- חוק החיים (1998年)
- כמו סינדרלה (1999年)
- ההופעה בהיכל התרבות (1999年)
- לעשות מה שבא לי (2000年)
- אשליות מתוקות[12] (2001年)
- ילדה של אהבה (Child of Love) (2002年)
- רק אהבה תביא אהבה (2003年)
- חגיגה (2004年)
- מיס מיוזיק (Miss Music) (2005年)
- נסיכה של שמחה[13] (2006年)
- זה ששומר עליי (2007年)
- האוסף הקצבי (The Best Collection) (2008年)
- האוסף השקט (The Smooth Collection) (2008年)
- מרוץ החיים (Life As A Race) (2009年)
- שרית חדד בקיסריה, מרוץ החיים 2009 (2010年)
- 20[14] (2011年)
- ימים של שמחה – חלק א' (The Days of Joy – Part One) (2013年)
- שרית חדד (2015年)
- שׂרה שׁרה  (2017年)

### 補足
持ち歌は近隣国の民謡を含め、ほぼ全て現代ヘブライ語で歌われ、一部アラビア語や英語の歌詞の楽曲が含まれる。発声には、楽曲に応じて、レヴァント地域にみられる音程の微細な揺れを伴う唱法が適宜織り交ぜられる。伴奏は、ロックバンドの編成にヴァイオリンやチェロ等の弦楽器、管楽器、キーボード、ダラブッカやブズーキ等の民族楽器を加えた編成が多く、管弦楽団を伴奏とする形態もみられる。
1997年、1999年、2003年には、楽曲提供者の一人でもあるコビー・オズ (ヘブライ語: קובי אוז) とティーペックス (טיפקס) の作品集に客演。2002年、イブラヒム・タトルセスと共演。2012年には、テレビの歌謡オーディション番組『ザ・ヴォイス・イスラエル』 (The Voice ישראל) に審査員として出演。2014年、クネセト前広場で執り行われたアリエル・シャロンの追悼式典で独唱歌手を務めた。

## 参考
1. ↑  “How to pronounce שרית חדד” (ヘブライ語). 2016年4月12日閲覧。
2. ↑  姓の英語表記は、語頭の口蓋垂音を含めて「Chadad」とも。
3. ↑  “שרית חדד על אייל גולן: הוא חבר, ולא נוטשים חברים” (ヘブライ語).   פנאי פלוס (Ynet) (2014年10月6日). 2016年3月3日閲覧。
4. ↑  “צעירי חדרה” (ヘブライ語). 2018年2月14日閲覧。
5. ↑  2016年現在。
6. ↑  近隣のヨルダン、トルコ、エジプト、ギリシア、欧州ではフランス等。
7. ↑  ウム・クルスームの唄で知られる『インタ・オムリ』 (アラビア語: إنت عمري) 等を含む。
8. ↑  “Eurovision Song Contest 2002” (英語).   European Broadcasting Union (2002年3月25日). 2016年3月3日閲覧。
9. ↑  数ヶ国が対イスラエル・ボイコット運動の一環として、審査を放棄。Bohlman, Philip V. (2004). The Music of European Nationalism. Santa Barbara, Calif.: ABC-CLIO. p. 2. ISBN 978-1-57607-270-7
10. ↑  シャリフ (ヘブライ語: מייק שריף) との共演曲を含む。
11. ↑  全曲をアラビア語の歌詞で収録。
12. ↑  コビー・オズ (ティーペックス) との共演曲を含む。
13. ↑  児童向けテレビ番組出演時のサウンドトラックを収録。
14. ↑  ニコス・ヴェーティス (ギリシア語: Νίκος Βέρτης) との共演曲を含む。
15. ↑  他にツヴィカ・ピック (ヘブライ語: צביקה פיק)、シモン・ブスキラ (שמעון בוסקילה)、Henree (הנרי)、タル・セゲヴ (טל שגב) 等。